# Березовица (Черниговская область)
Березовица (укр. Березовиця) — село в Талалаевском районе Черниговской области Украины. Население — 5 человек. Занимает площадь 0,023 км². Расположено на реке Березовица.
Код КОАТУУ: 7425384002. Почтовый индекс: 17222. Телефонный код: +380 4634.

## Власть
Орган местного самоуправления — Липовский сельский совет. Почтовый адрес: 17222, Черниговская обл., Талалаевский р-н, с. Липовое, ул. Центральная, 11.